# Loxerebia sylvicola
Loxerebia sylvicola är en fjärilsart som beskrevs av Charles Oberthür 1886. Loxerebia sylvicola ingår i släktet Loxerebia och familjen praktfjärilar. Inga underarter finns listade i Catalogue of Life.